# Liste du patrimoine culturel immatériel de l'humanité en Biélorussie
Cet article recense les pratiques inscrites au patrimoine culturel immatériel en Biélorussie.

## Statistiques
La Biélorussie a ratifié la convention pour la sauvegarde du patrimoine culturel immatériel le 3 février 2005. La première pratique protégée est inscrite en 2009.
En 2024, la Biélorussie compte 6 éléments inscrits au patrimoine culturel immatériel de l'humanité, 4 sur la liste représentative et 2 sur la liste du patrimoine immatériel nécessitant une sauvegarde urgente.

## Listes

### Liste représentative
La Biélorussie compte une pratique inscrite sur la liste représentative du patrimoine culturel immatériel de l'humanité.
| Élément                                                                           | Type                                                                                           | Subdivision | Année | Lien  | Notes                   | Illus. |
| --------------------------------------------------------------------------------- | ---------------------------------------------------------------------------------------------- | ----------- | ----- | ----- | ----------------------- | ------ |
| La célébration en l'honneur de l'icône de Notre-Dame de Budslau (Fête de Budslau) | pratiques sociales, rituels et événements festifs                                              | Budslau     | 2018  | 01387 |                         |        |
| La culture apicole dans les arbres                                                | connaissances et pratiques concernant la nature et l’univers                                   |             | 2020  | 01573 | Partagé avec la Pologne |        |
| Le tressage de la paille (be) au Bélarus : art, artisanat et savoir-faire         | savoir-faire liés à l'artisanat traditionnel                                                   |             | 2022  | 01889 |                         |        |
| La vytsinanka (en), art traditionnel du découpage de papier au Bélarus            | pratiques sociales, rituels et événements festifs savoir-faire liés à l'artisanat traditionnel |             | 2024  | 01954 |                         |        |

### Patrimoine immatériel nécessitant une sauvegarde urgente
La Biélorussie compte deux éléments listés sur la liste du patrimoine immatériel nécessitant une sauvegarde urgente :
| Élément                                      | Type                                              | Subdivision | Année | Lien  | Notes | Illus. |
| -------------------------------------------- | ------------------------------------------------- | ----------- | ----- | ----- | ----- | ------ |
| Le rite des Tsars de Kalyady (Tsars de Noël) | pratiques sociales, rituels et événements festifs | Semezhava   | 2009  | 00308 |       |        |
| Le rite du printemps de Juraǔski Karahod     | pratiques sociales, rituels et événements festifs | Pahost (be) | 2019  | 01458 |       |        |

### Registre des meilleures pratiques de sauvegarde
La Biélorussie ne compte aucune pratique listée au registre des meilleures pratiques de sauvegarde.